# Lady Leshurr
Melesha Katrina O'Garro (15 de diciembre de 1988), conocida por su nombre artístico Lady Leshurr ( /ˈliːʃər/), es una rapera, cantante, compositora y productora británica. Fue condecorada con la Medalla de la Orden del Imperio Británico en 2020. Es conocida por su serie de freestyle rap Queen's Speech, la cuarta de las cuales se hizo popular en 2016. El posterior, Queen's Speech 5, fue calificado como "brillante" y "el estilo libre de coronación de 2015" por la revista Spin. En 2021, ingresó en la serie de Channel 4 The Celebrity Circle por Stand Up to Cancer, haciendo catfishing como Big Narstie, y ganó. También compitió en la decimotercera temporada de la serie El desafió bajo cero, donde llegó hasta la semifinal.

## Biografía
Nacida de padres caribeños de la Isla de San Cristóbal, su primera incursión fue en la poesía y la escritura a los seis años. Pero pensó que escribir música la llevaría a una audiencia más amplia, y lanzó su primer mixtape a los catorce años.
Se declaró como pansexual en septiembre de 2018.

## Carrera profesional
En 2009, Leshurr interpretó uno de los papeles principales femeninos en la película 1 Day, de Vertigo Films. Obtuvo el segundo puesto en los Premios Oficiales Mixtape 2011 en la categoría a Mejor Mujer. Además, ha diseñado la línea de ropa "Friggin L" que lleva el nombre de su mixtape de 2011 Friggin L.
En 2016, ganó el premio MOBO a la mejor interpretación femenina, que reconoce la excelencia en la música negra. En 2019, ganó el premio a la Mejor Actuación de Rap/Grime y en 2020 ganó el de Mejor Mujer Solista en los Birmingham Music Awards. En 2019, Leshurr actuó en The Nicki Wrld Tour en Birmingham y Mánchester como invitada especial de la rapera Nicki Minaj. Recibió la Medalla del Imperio Británico (BEM) durante los Birthday Hoonours 2020 por sus aportaciones a la música y la caridad. En 2021, apareció como concursante en la decimotercera temporada de El desafió bajo cero, junto con Brendyn Hatfield. Después de sobrevivir a tres skate-offs durante la competición, fue eliminada en la semifinal, quedando en cuarto lugar. También ganó The Celebrity Circle por Stand Up to Cancer.
Leshurr ha mencionado a Ashley Walters, Eminem, Ms. Dynamite, Nicki Minaj, Missy Elliott y Lil Wayne como sus principales influencias.

## Discografía

### Mixtapes
| Título          | Detalles                                                                                       |
| --------------- | ---------------------------------------------------------------------------------------------- |
| Friggin L       | - Lanzamiento: 8 de abril de 2011 - Discográfica: Autopublicado - Formato: Streaming           |
| 2000 and L      | - Lanzamiento: 11 de mayo de 2012 - Discográfica: Autopublicado - Formato: Streaming           |
| L Yeah!         | - Lanzamiento: 15 de febrero de 2013 - Discográfica: Autopublicado - Formato: Streaming        |
| Mona Leshurr    | - Lanzamiento: 9 de marzo de 2013 - Discográfica: Autopublicado - Formato: Descarga            |
| Lil Bit of Lesh | - Lanzamiento: 22 de mayo de 2014 - Discográfica: Autopublicado - Formato: Streaming, Descarga |

### Extended plays
| Título         | Detalles                                                                                            |
| -------------- | --------------------------------------------------------------------------------------------------- |
| Queen's Speech | - Lanzamiento: 9 de septiembre de 2016 - Discográfica: Autopublicado - Formato: Streaming, Descarga |
| Mode           | - Lanzamiento: 27 de abril de 2017 - Label: Sony - Formato: Streaming, Descarga                     |
| Quaranqueen    | - Lanzamiento: 6 de junio de 2020 - Label: Unleshed Records - Formato: Streaming, Descarga          |
| Astronaut      | - Lanzamiento: 26 de diciembre de 2020 - Label: Unleshed Records - Formato: Streaming, Descarga     |

### Sencillos

#### Como artista principal
| Año  | Título                                 | Álbum          |
| ---- | -------------------------------------- | -------------- |
| 2011 | "Friggin L"                            | Friggin L      |
| 2011 | "Lego"                                 |                |
| 2015 | "Lukatar"                              |                |
| 2015 | "Queen's Speech 1"                     | Queen's Speech |
| 2015 | "Queen's Speech 2"                     | Queen's Speech |
| 2015 | "Queen's Speech 3"                     | Queen's Speech |
| 2015 | "Queen's Speech 4"                     | Queen's Speech |
| 2016 | "Queen's Speech 5"                     | Queen's Speech |
| 2016 | "Panda Freestyle"                      |                |
| 2016 | "Where Are You Now?" (featuring Wiley) |                |
| 2016 | "Queen's Speech 6"                     |                |
| 2017 | "Juice"                                | Mode           |
| 2017 | "Queen's Speech 7"                     |                |
| 2018 | "R.I.P"                                |                |
| 2018 | "New Freezer"                          |                |
| 2018 | "OMW"                                  |                |
| 2018 | "Black Madonna" (featuring Mr Eazi)    |                |
| 2018 | "Black Panther"                        |                |
| 2018 | "3AM In Brum"                          |                |
| 2019 | "Horrid"                               |                |
| 2019 | "I've Gotta Be Me"                     |                |
| 2019 | "Your Mr"                              |                |
| 2020 | "Carmen"                               |                |
| 2020 | "Quarantine Speech"                    | Quaranqueen    |
| 2020 | "Quaranting" (featuring Busy Signal)   | Quaranqueen    |
| 2020 | "Unleshed 4"                           |                |
| 2020 | "Astronaut"                            | Astronaut      |
| 2020 | "DIV"                                  | Astronaut      |
| 2021 | "Fake Flex"                            | Astronaut      |
|      | "Brenda"                               | Astronaut      |

#### As featured artist
| Año  | Título                                                                            | Álbum                  |
| ---- | --------------------------------------------------------------------------------- | ---------------------- |
| 2011 | "Move" (Fire Camp featuring Lady Leshurr and Scrufizzer)                          | Move                   |
| 2012 | "Murder" (Lea-Anna featuring Lioness, Lady Leshurr and Ce'Cile)                   | Murder EP              |
| 2012 | "Finally" (Leon & Harvey featuring Lady Leshurr)                                  | Finally EP             |
| 2012 | "Wonky" (Orbital featuring Lady Leshurr)                                          | Wonky                  |
| 2012 | "Boring Bitches" (Etta Bond and Raf Riley featuring Lady Leshurr)                 | Emergency Room         |
| 2012 | "Run Your Mouth" (Noisses featuring Rtkal, Foreign Beggars and Lady Leshurr)      | Run Your Mouth EP      |
| 2012 | "Step in the Dance" (Mike Delinquent Project featuring Lady Leshurr)              | Step in the Dance EP   |
| 2012 | "Sick Love" (Vince Kidd featuring Lady Leshurr)                                   | Sick Love EP           |
| 2013 | "Blazin'" (Torqux featuring Lady Leshurr)                                         | Blazin' EP             |
| 2013 | "Bet on It" (Young O featuring Griminal and Lady Leshurr)                         | Bet on It              |
| 2013 | "Swag Fi Dem" (RSXG Productions, Juki Ranx and Brooklynne featuring Lady Leshurr) | Swag Fi Dem EP         |
| 2013 | "I Ain't Rich... Yet" (J. Appiah featuring Lady Leshurr)                          | I Ain't Rich... Yet EP |
| 2016 | "Run" (Tiggs Da Author featuring Lady Leshurr)                                    |                        |
| 2018 | "Block and Delete" (C4 featuring Lady Leshurr)                                    |                        |
| 2018 | "Don't Believe You" (Lethal Bizzle featuring Lady Leshurr)                        |                        |
| 2019 | "Pretty Little Thing" (will.i.am featuring Lady Leshurr, Lioness & Ms Banks)      |                        |
| 2019 | "Mike Myers" (Swifta Beater featuring Lady Leshurr, Remtrex and Bowzer Boss)      |                        |
| 2019 | "Still Here" (Offcourse featuring Lady Leshurr)                                   |                        |
| 2020 | "Up In Smoke" (Remtrex feat. Lady Leshurr and Yates)                              | Bars From the Pen 2    |
| 2021 | "No Time For Tears" (Nathan Dawe and Little Mix)                                  |                        |

### Como artista invitada
| Año  | Título | Álbum                      | Discográfica     |
| ---- | --- | -------------------------- | ---------------- |
| 2010 | "This is SRE (Drop the Funk)" (Invasion Remix) (SRE featuring Lady Leshurr, Jaykae and Hitman)                       | This is SRE EP             | Sidewinder Raw   |
| 2011 | "We Know" (Trilla featuring R.I.O and Lady Leshurr)                                                                  | 01:21                      | Trilla Music     |
| 2011 | "Ready" (Remix 2) (Cons featuring Tor, Kasay, Tempa, Lady Leshurr and Nolay)                                         | June Bug                   | RGS              |
| 2011 | "Gangster" (Lady Leshurr Remix) (Zdot featuring Lady Leshurr)                                                        | Gangster                   | Elite Music      |
| 2011 | "So Much More" (Manga featuring KOF and Lady Leshurr)                                                                | Obzokey Wranglings         |                  |
| 2012 | "Heart of Stone" (Bashy featuring Dot Rotten, Black the Ripper and Lady Leshurr)                                     | The Great Escape           | SB.TV            |
| 2012 | "Level Up" (Remix) (Sway featuring Kelsey and Lady Leshurr)                                                          | Level Up EP                | 3Beat            |
| 2012 | "WAVY" (Seamix) (Kano and Footsie featuring Lady Leshurr, Jme, D Double E and Sway)                                  | WAVY / Kano Stencils       |                  |
| 2012 | "Hoods Up" (Remix) (Teddy Music featuring Lil Nasty, Double S, Lady Leshurr, Scrufizzer, Dot Rotten and Tre Mission) | Hoods Up EP                | Teddy Music      |
| 2012 | "I Wanna Rock" (All Stars Remix) (Maxsta featuring Tinchy Stryder, Rizzle Kicks and Lady Leshurr)                    | I Wanna Rock EP            | Sony             |
| 2012 | "Move to Da Gyal Dem" (Female Remix) (Donae'o featuring Mz. Bratt, Lioness, Terri Walker and Lady Leshurr)           | Move to Da Gyal Dem        | Zephron          |
| 2012 | "Da Cypher (Part Deux)" (Bigz featuring Lady Leshurr and Mistah Fab)                                                 | The Bigz Bang Theory       | DCypha           |
| 2012 | "Va Heter Det" (Max Peezay featuring Lady Leshurr)                                                                   | F.A.S 3                    | Devrim           |
| 2013 | "Let the Dogs Run Wild" (Labrinth featuring Lady Leshurr)                                                            | Atomic                     | Odd Child        |
| 2013 | "Now That You're Gone" (Remix) (Tanya Lacey featuring Lady Leshurr)                                                  | Now That You're Gone EP    | Laceywood        |
| 2013 | "Hoods Up" (Remix) (Lil Nasty featuring Double S, Lady Leshurr, Dot Rotten and Tre Mission)                          | This is UK Grime Vol. 3    | Defenders        |
| 2013 | "Off the Leash" (Teddy Music featuring Double S and Lady Leshurr)                                                    | Rehearsals                 | Teddy Music      |
| 2013 | "Spitfire" (Big Shizz, Lady Leshurr, Jammer, Realz, Jammin and Villain)                                              | Lord of the Mics V         | Lord of the Mics |
| 2014 | "Evolution 2.0" (Kid Bookie Samantha Mumba, Kuniva, Crooked I, Scrufizzer, Lady Leshurr & Dot Rotten)                | That SP Compilation, Vol.1 | That SP Studios  |
| 2014 | "Bother You" (Remix) (D'banj featuring Lady Leshurr)                                                                 | Bother You                 | Mi7, DKM         |
| 2014 | "Got It" (Zdot and Krunchie featuring Krept, Konan and Lady Leshurr)                                                 | Adrenaline EP              | Sonus Music      |
| 2014 | "Blow It Up" (Zdot and Krunchie featuring Lady Leshurr)                                                              | Adrenaline EP              | Sonus Music      |

## Filmografía

### Cine
- 1 Day (2009) – Shakia
- Lapse of Honour (2015) – Eve
- The Intent 2: The Come Up (2018) – Cameo Role
- On the Other Foot (2021) – TBA

### Televisión
- Later...With Jools Holland (2018) – Musical guest
- Sunday Brunch (2018) – Musical guest
- Don't Hate the Playaz (2018–present) – Team captain
- The X Factor UK (2018) – Musical guest
- Happy Hour with Olly Murs (2018) – Musical guest
- I'm A Celebrity: Extra Camp (2018) – Guest panelist
- The Rap Game UK (2019) – Special guest judge
- CelebAbility (2019) – Contestant
- Even Later... with Jools Holland and Lady Leshurr (2019) – Special guest co-host
- Celebrity MasterChef (2020) – Contestant
- Ghost Bus Tours (2020) – Participant
- Shopping with Keith Lemon (2020) – Guest
- Dancing on Ice (2021) – Contestant – Semi- Finalist
- The Celebrity Circle (2021) – Contestant – Winner